# Yacine Titraoui
Yacine Titraoui (en arabe : ياسين تيطراوي) est un footballeur algérien né le 26 juillet 2003 à M'Sila en Algérie. Il évolue au poste de milieu de terrain au Charleroi SC.

## Biographie

### Carrière de joueur

#### En club

##### Paradou AC
Le 9 août 2021, Yacine Titraoui fait ses débuts professionnels en faveur du Paradou AC, en entrant en jeu contre l’USM Alger (défaite 2-1).
Lors de son second match en professionnel, le 16 août 2021, Yacine inscrit un but et délivre une passe décisive contre le NA Hussein Dey (défaite 3-2).

##### Charleroi SC
Le 12 juillet 2024, Yacine Titraoui signe un contrat de 3 saisons (+ 1 saison en option) au Sporting de Charleroi, club de Jupiler Pro League, en Belgique.
Il y retrouvera deux anciens joueurs du Paradou AC, à savoir Adem Zorgane et Nadhir Benbouali. 
N'ayant eu que quelques montées au jeu durant ses premières semaines en Belgique, il obtient sa 1ere titularisation le 9 novembre 2024, contre Westerlo (victoire 1-0), remplaçant son concurrent Étienne Camara, suspendu pour abus de cartons jaunes. 

#### En sélection nationale
Yacine est convoqué le 21 novembre 2021 par Madjid Bougherra en équipe d'Algérie A' pour disputer la Coupe arabe de la FIFA 2021. Il sera sacré champion avec l'équipe d'Algérie A'.
Lors de l'été 2022, il participe au Tournoi de Toulon avec l'équipe d'Algérie olympique.

## Statistiques

### En club
| Saison                | Club                  | Championnat           | Championnat | Championnat | Championnat | Coupe(s) nationale(s) | Coupe(s) nationale(s) | Coupe(s) nationale(s) | Compétition(s) continentale(s) | Compétition(s) continentale(s) | Compétition(s) continentale(s) | Compétition(s) continentale(s) | Total | Total | Total |
| Saison                | Club                  | Division              | M.          | B.          | P.d.        | M.                    | B.                    | P.d.                  | Comp.                          | M.                             | B.                             | P.d.                           | M.    | B.    | P.d.  |
| 2020-2021             | Paradou AC            | Ligue 1               | 4           | 1           | 1           | -                     | -                     | -                     | -                              | -                              | -                              | -                              | 4     | 1     | 1     |
| 2021-2022             | Paradou AC            | Ligue 1               | 28          | 2           | 2           | -                     | -                     | -                     | -                              | -                              | -                              | -                              | 28    | 2     | 2     |
| 2022-2023             | Paradou AC            | Ligue 1               | 26          | 2           | 3           | -                     | -                     | -                     | -                              | -                              | -                              | -                              | 26    | 2     | 3     |
| 2023-2024             | Paradou AC            | Ligue 1               | 27          | 7           | 7           | 1                     | 0                     | 0                     | -                              | -                              | -                              | -                              | 28    | 7     | 7     |
| Sous-total            | Sous-total            | Sous-total            | 85          | 12          | 13          | 1                     | 0                     | 0                     | -                              | -                              | -                              | -                              | 86    | 12    | 13    |
| 2024-2025             | Charleroi SC          | Division 1A           | 31          | 2           | 1           | 1                     | 0                     | 0                     | -                              | -                              | -                              | -                              | 32    | 2     | 1     |
| 2025-2026             | Charleroi SC          | Division 1A           | 4           | 0           | 0           | -                     | -                     | -                     | C4                             | 2                              | 0                              | 0                              | 6     | 0     | 0     |
| Sous-total            | Sous-total            | Sous-total            | 35          | 2           | 1           | 1                     | 0                     | 0                     | -                              | 2                              | 0                              | 0                              | 38    | 2     | 1     |
| Total sur la carrière | Total sur la carrière | Total sur la carrière | 120         | 14          | 14          | 2                     | 0                     | 0                     | -                              | 2                              | 0                              | 0                              | 124   | 14    | 14    |

### En sélection nationale
| Saison                | Sélection             | Phases finales        | Phases finales | Phases finales | Phases finales | Éliminatoires CDM | Éliminatoires CDM | Éliminatoires CDM | Éliminatoires CAN | Éliminatoires CAN | Éliminatoires CAN | Matchs amicaux | Matchs amicaux | Matchs amicaux | Total | Total | Total |
| Saison                | Sélection             | Compétition           | M              | B              | Pd             | M                 | B                 | Pd                | M                 | B                 | Pd                | M              | B              | Pd             | M     | B     | Pd    |
| --------------------- | --------------------- | --------------------- | -------------- | -------------- | -------------- | ----------------- | ----------------- | ----------------- | ----------------- | ----------------- | ----------------- | -------------- | -------------- | -------------- | ----- | ----- | ----- |
| 2021-2022             | Algérie               | Coupe arabe 2021      | 2              | 0              | 0              | -                 | -                 | -                 | -                 | -                 | -                 | -              | -              | -              | 2     | 0     | 0     |
| Total sur la carrière | Total sur la carrière | Total sur la carrière | 2              | 0              | 0              | -                 | -                 | -                 | -                 | -                 | -                 | -              | -              | -              | 2     | 0     | 0     |

### Matchs internationaux
La liste ci-dessous dénombre toutes les rencontres de l'équipe d'Algérie de football auxquelles Yacine Titraoui prend part, du 1er décembre 2021 jusqu'à présent.

## Palmarès

### En sélection nationale
Avec la sélection algérienne, Yacine Titraoui remporte la Coupe arabe de la FIFA 2021.
| Algérie (1)                                      |
| ------------------------------------------------ |
| - Coupe Arabe de la FIFA (1) - Vainqueur en 2021 |